# 近木野中哉
近木野 中哉（こぎの ちゅうや）は、日本の漫画家。
ペンネームの由来は、飼っている犬の種類「コーギー」が好きなことから、「コギーに夢中や」をもじったもの。

## 作品リスト

### 漫画作品
- 『とある魔術の禁書目録』スクウェア・エニックス〈ガンガンコミックス〉既刊32巻（原作：鎌池和馬、『月刊少年ガンガン』2007年5月号 - 連載中） - 作画担当。

### その他
- とある科学の超電磁砲 1巻（電撃コミックス、2007年）巻末イラスト寄稿
- とある魔術の禁書目録ノ全テ（電撃文庫公式解読本、2007年）鎌池和馬との対談
- とある魔術の禁書目録 14巻（電撃文庫、2007年）巻末イラスト寄稿
- とある魔術の禁書目録 16巻（電撃文庫、2008年）巻末イラスト寄稿
- とある科学の超電磁砲 2巻（電撃コミックス、2008年）巻末イラスト寄稿
- とある魔術の禁書目録 SS2巻（電撃文庫、2008年）巻末イラスト寄稿
- とある科学の超電磁砲 3巻（電撃コミックス、2009年）巻末イラスト寄稿